# Sida laciniata
Sida laciniata är en malvaväxtart som beskrevs av Bovini. Sida laciniata ingår i släktet sammetsmalvor, och familjen malvaväxter. Inga underarter finns listade i Catalogue of Life.